# Jason James
Jason James, né en 1981, était le bassiste (et aussi screamer secondaire) du groupe de metal Bullet for My Valentine.
C'est à son arrivée que le groupe s'oriente vers le metalcore.
Le 9 février 2015, le groupe annonce son départ. Jay entreprendra des projets personnels.
Il rejoint en novembre 2021 le groupe Kill The Lights, fondé par l'ancien batteur de Bullet For My Valentine Michael Moose Thomas. Il occupe le poste de bassiste.[réf. nécessaire]

## Matériel
Voici les instruments utilisés par Jay pour son groupe :
- Music Man Bongo 4 - Black
- Sandberg Basic - Black Burst
- Sandberg Basic PM - Black Burst
- Ibanez Ergodine
- Mesa Boogie M-Pulse 600 Simul-State
- Mesa Boogie 6x10 Powerhouse Cabinet